# دیزل ۱۰۰۹۳
سیارک ۱۰۰۹۳ (به انگلیسی: 10093 Diesel، نامگذاری:1990WX1) ده هزار و نود و سومین سیارک کشف شده‌است که در ۱۸ نوامبر ۱۹۹۰ کشف شد.
قدر مطلق سیارک برابر ۱۵٫۰۰ است.